# تاریخ زبان‌های اسلاوی

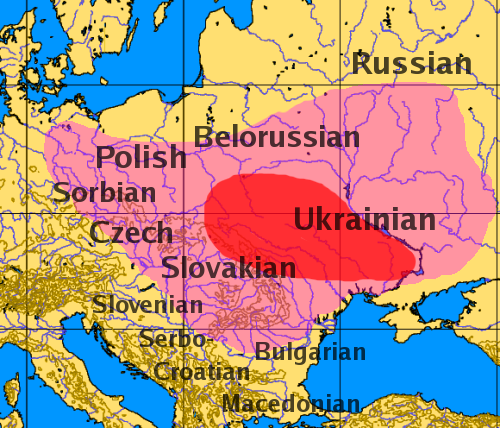
خاستگاه و پراکنش آغازین زبان‌های اسلاوی

تاریخ زبان‌های اسلاوی به بیش از سه هزار سال پیش بازمی‌گردد، زمانی که زبان‌های اسلاوی از زبان نیابالت‌واسلاوی مشتق شدند. دو هزار سال آغازین این تاریخ، زمان وجود زبان پیشااسلاوی است، زمانی که زبان ایستاست و میان گویشوران آن تفاوت محسوسی مشاهده نمی‌شود. این وضعیت تا حدود ۵۰۰ میلادی برقرار است و این زبان را زبان نیااسلاوی یا نیااسلاوی آغازین می‌نامند. مرحلهٔ بعدی ۵۰۰ تا ۱۰۰۰ میلادی را دربرمی‌گیرد؛ در این بازه لهجه‌ها  و تفاوت‌های آوایی پدیدار می‌شوند و زبان آغازین به سوی انشقاق به زبان‌های دیگر پیش می‌رود. در ۱۰۰۰ میلادی سه گروه زبانی زبان‌های اسلاوی شرقی، زبان‌های اسلاوی غربی و زبان‌های اسلاوی جنوبی پدید می‌آیند و خود آنها نیز در طی سده‌های پس از آن به زبان‌های دیگری که هنوز شماری از آنها زنده‌اند بخش می‌شوند، زبان‌هایی چون: بوسنیایی، روسی، بلاروسی، کاشوبی، صربی، لهستانی و ...